# 彩虹街道 (广州市)
彩虹街道，是中华人民共和国广东省广州市荔湾区下辖的一个乡镇级行政单位。

## 行政区划
彩虹街道下辖以下地区：
荔溪社区、幸福社区、环彩社区、冼家庄社区、荔景社区、中兴社区、西园社区、周门社区、党恩社区、宝石社区和园中园社区。

## 交通

### 地铁
- █广州地铁5号线：中山八站
- █广州地铁8号线：彩虹桥站
- █广州地铁11号线：中山八站、彩虹桥站